# William Forsell Kirby

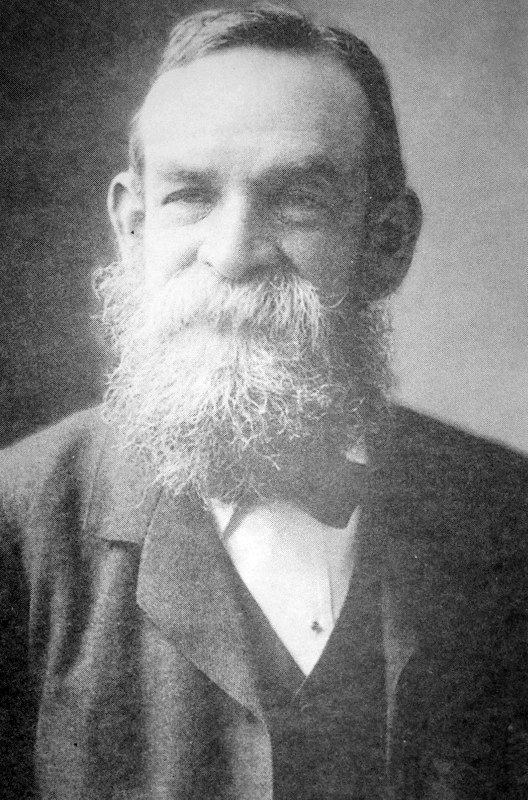
William Forsell Kirby.

William Forsell Kirby (* 14. Januar 1844 in Leicester; † 20. November 1912 in London) war ein englischer Entomologe und Volkskundler.

## Leben
Als Sohn des Bankiers Samuel Kirby geboren, erhielt William F. Kirby eine private Schulbildung. Er begann sich schon früh für Schmetterlinge zu interessieren. Bereits 1862 veröffentlichte er mit Manual of European Butterflies ein kleines Werk über europäische Schmetterlinge.
1866 heiratete er Johanna Maria Kappel, die 1893 starb. Er hatte einen Sohn.
Ab 1867 arbeitete er als Assistent am Museum der Royal Dublin Society und verfasste 1871 den Synonymic Catalogue of Diurnal Lepidoptera (inklusive Supplementband 1877), also ein Verzeichnis der Tagfalter.
1879 ging er nach dem Tod von Frederick Smith als Assistent an das Natural History Museum in South Kensington, wo er bis zu seiner Pensionierung 1909 arbeitete. Er veröffentlichte eine Reihe von Verzeichnissen, speziell über Pflanzenwespen, Libellen, Nachtfalter und „Geradflügler“, sowie weitere entomologische Werke wie das Elementary Text-book of Entomology (1885). Im Jahr 1899 beschrieb er erstmals die Weta-Art Libanasidus vittatus aus Südafrika.
Neben seiner beruflichen Tätigkeit befasste sich Kirby intensiv mit nordischen und orientalischen Volksdichtungen und übersetzte zahlreiche Werke ins Englische, darunter das Kalevala aus dem Finnischen.

## Werke
- Manual of European Butterflies, 1862
- Ed-Dimiryaht, an Oriental Romance, and other Poems, 1867
- Synonymic Catalogue of Diurnal Lepidoptera, 1871
- European Butterflies and Moths (auf Grundlage von Karl Friedrich Wilhelm Berges Schmetterlingsbuch), 1878–1882
- Four Gospels explained by their Writers (Übersetzung aus dem Französischen, von J. B. Roustaing), 1881
- List of Hymenoptera: Tenthredinidae and Siricidae in the Collection of the British Museum, 1882
- New Arabian Nights, 1882
- Evolution and Natural Theology, 1883
- The Hero of Esthonia (aus estnischen und deutschen Quellen), 1895
- Bibliographical Notes on the 1001 Nights, 1885–1888
- Textbook of Entomology, 1885
- Synonymic Catalogue of Odonata or Dragonflies, 1890
- Synonymic Catalogue of Heterocera (Moths): Sphinges and Bombyces, 1892
- Handbook of Lepidoptera, 1894–1897
- Familiar Butterflies and Moths, 1901
- Marvels of Ant Life, 1898
- Synonymic Catalogue of Orthoptera, 1904–1910
- British Flowering Plants, 1906
- Übersetzung des Kalevala, 1907
- Mammals of the World, 1907

| Personendaten    | Personendaten                          |
| ---------------- | -------------------------------------- |
| NAME             | Kirby, William Forsell                 |
| KURZBESCHREIBUNG | englischer Entomologe und Volkskundler |
| GEBURTSDATUM     | 14. Januar 1844                        |
| GEBURTSORT       | Leicester                              |
| STERBEDATUM      | 20. November 1912                      |
| STERBEORT        | London                                 |